# Records des Hawks d'Atlanta
Cette page liste les records de l'équipe et des joueurs des Hawks d'Atlanta depuis leur création.

## Records individuels en saison régulière
Légende: En Gras : joueurs encore en activité en NBA.

### En carrière
| Statistique             | Joueur            | Record |
| ----------------------- | ----------------- | ------ |
| Matchs joués            | Dominique Wilkins | 882    |
| Points                  | Dominique Wilkins | 23 292 |
| Passes décisives        | Trae Young        | 4 748  |
| Interceptions           | Mookie Blaylock   | 1 321  |
| Total de rebonds        | Bob Pettit        | 12 849 |
| Contres                 | Tree Rollins      | 2 282  |
| Tirs marqués            | Dominique Wilkins | 8 752  |
| 3 points inscrits       | Trae Young        | 1 277  |
| Lancers francs inscrits | Bob Pettit        | 6 182  |
| Pertes de balles        | Dominique Wilkins | 2 287  |

### Sur un match
| Statistique                | Joueur                                  | Record | Date                                                            |
| -------------------------- | --------------------------------------- | ------ | --------------------------------------------------------------- |
| Minutes                    | Eddie Johnson                           | 61     | 19 février 1982                                                 |
| Points                     | Bob Pettit Lou Hudson Dominique Wilkins | 57     | 18 février 1961 10 novembre 1969 10 avril 1986 10 décembre 1986 |
| Paniers marqués            | Bob Pettit Lou Hudson                   | 25     | 18 février 1961 10 novembre 1969                                |
| Paniers tentés             | Dejounte Murray                         | 44     | 28 mars 2024                                                    |
| Paniers à 3 points réussis | Danilo Gallinari Bogdan Bogdanović      | 10     | 24 février 2021 11 décembre 2023                                |
| Paniers à 3 points tentés  | Dejounte Murray                         | 19     | 28 mars 2024                                                    |
| Lancers francs réussis     | Frank Selvy                             | 24     | 2 décembre 1954                                                 |
| Lancers francs tentés      | John Drew                               | 28     | 5 avril 1977                                                    |
| Rebonds défensifs          | Kevin Willis Dikembe Mutombo            | 20     | 3 décembre 1991 6 janvier 2001                                  |
| Rebonds offensifs          | Kevin Willis                            | 16     | 19 février 1992                                                 |
| Total rebonds              | Bob Pettit                              | 35     | 2 mars 1958 6 janvier 1959                                      |
| Passes décisives           | Mookie Blaylock                         | 23     | 6 mars 1993                                                     |
| Interceptions              | Mookie Blaylock                         | 10     | 14 avril 1998                                                   |
| Contres                    | Tree Rollins                            | 12     | 21 février 1979                                                 |
| Balles perdues             | John Drew                               | 14     | 1er mars 1978                                                   |

## Records individuels en Playoffs

### En carrière
| Statistique             | Joueur          | Record |
| ----------------------- | --------------- | ------ |
| Matchs joués            | Cliff Hagan     | 90     |
| Points                  | Bob Pettit      | 2 240  |
| Passes décisives        | Lenny Wilkens   | 372    |
| Interceptions           | Mookie Blaylock | 101    |
| Total de rebonds        | Bob Pettit      | 1 304  |
| Contres                 | Tree Rollins    | 118    |
| Tirs marqués            | Bob Pettit      | 766    |
| 3 points inscrits       | Mookie Blaylock | 124    |
| Lancers francs inscrits | Bob Pettit      | 708    |
| Pertes de balles        | Mookie Blaylock | 155    |

### Sur un match
| Statistique                | Joueur                                    | Record | Date                                                  |
| -------------------------- | ----------------------------------------- | ------ | ----------------------------------------------------- |
| Minutes jouées             | Randy Wittman                             | 54     | 25 avril 1986                                         |
| Points                     | Bob Pettit Dominique Wilkins              | 50     | 12 avril 1958 19 avril 1986                           |
| Paniers marqués            | Bob Pettit Dominique Wilkins Paul Millsap | 19     | 12 avril 1958 19 avril 1986 22 mai 1988 24 avril 2016 |
| Paniers tentés             | Dominique Wilkins                         | 37     | 25 avril 1986 26 avril 1987                           |
| Lancers francs réussis     | Bob Pettit                                | 19     | 9 avril 1958                                          |
| Lancers francs tentés      | Bob Pettit                                | 24     | 9 avril 1958                                          |
| Paniers à 3 points réussis | Mookie Blaylock                           | 8      | 8 mai 1997                                            |
| Paniers à 3 points tentés  | Mookie Blaylock                           | 15     | 6 mai 1997                                            |
| Rebonds défensifs          | Dikembe Mutombo                           | 18     | 29 avril 1997                                         |
| Rebonds offensifs          | Paul Millsap                              | 10     | 3 mai 2014                                            |
| Total rebonds              | Bill Bridges                              | 36     | 27 mars 1971                                          |
| Passes décisives           | Doc Rivers                                | 22     | 16 mai 1988                                           |
| Interceptions              | Mookie Blaylock                           | 8      | 29 avril 1996                                         |
| Contres                    | Josh Smith                                | 7      | 28 avril 2008                                         |
| Balles perdues             | Trae Young                                | 10     | 19 avril 2022                                         |

## Records de la franchise

### Sur une saison
| Statistique                    | Record | Moyenne par match          | Saison    |
| ------------------------------ | ------ | -------------------------- | --------- |
| Points marqués                 | 9 711  | 118,4 points / match       | 2022-2023 |
| Rebonds                        | 5 994  | 75,9 rebonds / match       | 1960-1961 |
| Passes décisives               | 2 426  | 29,6 passes / match        | 2024-2025 |
| Interceptions                  | 916    | 11,2 interceptions / match | 1977-1978 |
| Contres                        | 665    | 8,1 contres / match        | 1982-1983 |
| Tirs marqués                   | 3 817  | 46,5 tirs / match          | 1969-1970 |
| Tirs tentés                    | 8 795  | 111,3 tirs / match         | 1960-1961 |
| Pourcentage au tir             | 49,0%  | /                          | 1985-1986 |
| 3 points marqués               | 1 125  | 13,7 tirs / match          | 2023-2024 |
| 3 points tentés                | 3 092  | 37,7 tirs / match          | 2023-2024 |
| Pourcentage à 3 points         | 38,0%  | /                          | 2014-2015 |
| Lancers francs marqués         | 2 258  | 27,5 tirs / match          | 1967-1968 |
| Lancers francs tentés          | 3 111  | 37,9 tirs / match          | 1967-1968 |
| Pourcentage aux lancers francs | 81,8%  | /                          | 2022-2023 |
| Pertes de balles               | 1 823  | 22,2 pertes / match        | 1973-1974 |